# Gaetano Iannuzzi
Gaetano Iannuzzi (Portici, 5 de marzo de 1972) es un deportista italiano que compitió en remo como timonel.
Ganó siete medallas en el Campeonato Mundial de Remo entre los años 1991 y 2006. Participó en dos Juegos Olímpicos de Verano, ocupando el cuarto lugar en Sídney 2000 y el séptimo en Atenas 2004, en la prueba de ocho con timonel.

## Palmarés internacional
| Campeonato Mundial | Campeonato Mundial            | Campeonato Mundial | Campeonato Mundial      |
| Año                | Lugar                         | Medalla            | Prueba                  |
| ------------------ | ----------------------------- | ------------------ | ----------------------- |
| 1991               | Viena (Austria)               | Medalla de oro     | Ocho con timonel ligero |
| 1993               | Račice (República Checa)      | Medalla de bronce  | Ocho con timonel ligero |
| 1994               | Indianápolis (Estados Unidos) | Medalla de bronce  | Ocho con timonel ligero |
| 1995               | Tampere (Finlandia)           | Medalla de bronce  | Ocho con timonel ligero |
| 1997               | Aiguebelette (Francia)        | Medalla de plata   | Cuatro con timonel      |
| 2005               | Kaizu (Japón)                 | Medalla de plata   | Ocho con timonel        |
| 2006               | Eton (Reino Unido)            | Medalla de plata   | Ocho con timonel        |